# Ганфей
Ганфей (порт. Ganfei)  —  район (фрегезия) в Португалии,  входит в округ Виана-ду-Каштелу. Является составной частью муниципалитета  Валенса. По старому административному делению входил в провинцию Минью. Входит в экономико-статистический  субрегион Минью-Лима, который входит в Северный регион. Население составляет 1312 человека на 2001 год. Занимает площадь 9,35 км².